# Cantonul Coursegoules
Cantonul Coursegoules este un canton din arondismentul Grasse, departamentul Alpes-Maritimes, regiunea Provence-Alpes-Côte d'Azur, Franța.

## Comune
- Bézaudun-les-Alpes
- Bouyon
- Cipières
- Conségudes
- Coursegoules (reședință)
- Les Ferres
- Gréolières
- Roquestéron-Grasse